# Річард Сеймур-Конвей, 4-й маркіз Гертфордський
Капітан Річард Сеймур-Конвей, 4-й маркіз Гертфордський (англ. Richard Seymour-Conway, 4th Marquess of Hertford), Кавалер Ордену Підв'язки (22 лютого 1800 — 25 серпня 1870) — син Френсіса Чарльза Сеймур-Конвея, 3-го маркіза Гертфордського і Марії Сеймур-Конвей, маркізи Гертфордської. Народився в Лондоні, але виріс у Парижі з матір'ю. Короткий час (1822 — 1826) був членом Британського парламенту від графства Антрім і кавалерійським офіцером, але у 1829 році вирішив відмовитися від будь-яких публічних обов'язків і назавжди оселитися у Парижі. Останні тридцять років його життя були присвячені колекціонуванню творів мистецтва. 
У 1842 році успадкував титули 5-го барона Конвея і Кіллултага, 4-го графа Гертфордського, 4-го графа Ярмутського, 4-го маркіза Гертфордського, 4-го віконта Бічемського.
Річард Сеймур-Конвей був видатним колекціонером, головним засновником Зібрання Воллеса, названого на честь його побічного сина і секретаря Річарда Воллеса.